# ジャニーズWEST 1stコンサート 一発めぇぇぇぇぇぇぇ!
『ジャニーズWEST 1stコンサート 一発めぇぇぇぇぇぇぇ!』（ジャニーズウエスト ファーストコンサート イッパツメェェェェェェェ）は、ジャニーズWESTの3枚目のライブDVD/Blu-rayで2015年10月7日にジャニーズ・エンタテイメントから発売。

## 収録曲

### 本編映像

#### Disc 1
1. Overture
2. ええじゃないか
3. ジパング・おおきに大作戦
4. 粉もん
5. Summer Dreamer
6. DA-RE-YA-NEN!!??
7. Break Out!
8. Can't stop
9. ゲームコーナー「うちの息子が一等賞 風船山手線ゲーム対決」
10. WESTERN PARADE
11. バンザイ夢マンサイ！
12. MC
13. ズンドコ パラダイス
14. Jr.コーナー
  1. スワンソング
  2. NOT FINALE
  3. GOLD
  4. Happy Happy Lucky You!!
15. 関西メドレー
  1. LET'S GO WEST 〜K A N S A I !!〜
  2. 言ったじゃないか
  3. 無責任ヒーロー
  4. ズッコケ男道
  5. Missing Piece
  6. 愛のかたまり
  7. 硝子の少年
16. 夢を抱きしめて
17. My Best Friend
18. その先へ…
19. SUPERSTAR
20. Criminal
21. バンバンッ!!
22. 浪速一等賞!

#### Disc 2
アンコール
1. Rainbow Dream
2. Ole Ole Carnival!

Wアンコール
1. ええじゃないか

### 特典映像「SPECIAL REEL」
Disc 2
1. ドキュめぇぇぇぇぇぇぇンタリー